# Irene van den Broek
Pour les articles homonymes, voir Vandenbroek.
Irene van den Broek, née le 26 août 1980 à Nimègue, est une coureuse cycliste professionnelle néerlandaise à la retraite.

## Biographie
En 2008, au Tour de l'Aude cycliste féminin, lors de la septième étape Irene van den Broeck part en échappée avec neuf autres coureuses. Radio-Tour annonce par erreur, que la mieux classée au classement général est à plus de vingt-six minutes de la maillot jaune, alors que van den Broek est en fait à seulement huit minutes seize de la tête. Le peloton laisse partir tandis que van den Broek roule énergiquement. Elle finit quatrième de l'étape et échoue à treize secondes du maillot jaune. Elle devient troisième du classement général. Sur la dernière étape, les autres leaders s'unissent cependant contre elle en partant en échappée entre elles. Elle termine à la cinquième place du Tour.
Au Profile Ladies Tour, sur la dernière étape, très vallonnée, Irene van den Broek part avec Ina-Yoko Teutenberg, Marianne Vos, Trixi Worrack et Regina Bruins en échappée. Le groupe est repris dans l'avant dernier tour. Elle termine cependant sixième de l'étape qui crée de gros écarts. Elle se classe à la troisième place du classement général. 
Elle réalise généralement de bons résultats à l'Open de Suède Vårgårda, qui est une manche de Coupe du monde : cinquième en 2007 et 2011, neuvième en 2010.
En 2010, elle est quatrième du Tour de Thuringe.

## Palmarès sur route
- 2006
  - 1re étape du Tour de Toscane (contre-la-montre par équipes)
- 2007
  - 5e de l'Open de Suède Vårgårda (Cdm)
- 2008
  - 3e du Holland Ladies Tour
  - 3e du Omloop door Middag-Humsterland
  - 5e du Tour de l'Aude
- 2009
  - 10e du Grand Prix de Plouay (Cdm)
- 2010
  - 3e du championnat des Pays-Bas sur route
  - 9e de l'Open de Suède Vårgårda (Cdm)
- 2011
  - 2e du championnat des Pays-Bas sur route
  - 5e de l'Open de Suède Vårgårda (Cdm)

## Classement UCI
| Année          | 2004 | 2005 | 2006 | 2007 | 2008 | 2009 | 2010 | 2011 |
| Classement UCI | 300e | 195e | 133e | 76e  | 101e | 156e | 74e  | 63e  |